# Звезда по имени Рок
«Звезда по имени „Рок“» — концертный альбом группы «Алиса», записанный и снятый на видео во время выступления группы 9 ноября 2005 года на Малой спортивной арене «Лужников» на презентации альбома «Изгой» в Москве.

## Об альбоме
Основой релиза послужил концерт-презентация альбома «Изгой», состоявшийся 9 ноября 2005 года в Москве. На выступлении исполнялись преимущественно песни группы с альбомов «Изгой» и «Шабаш», а также композиции «Кино» «Спокойная ночь» и «Песня без слов». В качестве бонусов на DVD-диске представлены видеоклип «Rock-n-roll крест» с его съемками, а также закулисные моменты концертного тура. Само название альбома является аллюзией на название альбома Виктора Цоя «Звезда по имени Солнце».

## Список композиций
| №   | Название                | Текст песни | Музыка                    | Длительность |
| --- | ----------------------- | ----------- | ------------------------- | ------------ |
| 1.  | «Шабаш»                 | Кинчев      | Кинчев                    | 8:09         |
| 2.  | «Чёрный»                | Кинчев      | Евгений Лёвин, Кинчев     | 4:10         |
| 3.  | «Антихрист»             | Кинчев      | Кинчев                    | 3:28         |
| 4.  | «Звери»                 | Кинчев      | Кинчев                    | 4:19         |
| 5.  | «Смутные дни»           | Кинчев      | Кинчев                    | 3:51         |
| 6.  | «Изгой»                 | Кинчев      | Кинчев                    | 4:15         |
| 7.  | «Моя война»             | Кинчев      | Кинчев                    | 4:25         |
| 8.  | «Дурак и солнце»        | Кинчев      | Кинчев                    | 8:34         |
| 9.  | «Инок, воин и шут»      | Кинчев      | Кинчев                    | 5:13         |
| 10. | «Небо славян»           | Кинчев      | Кинчев                    | 4:35         |
| 11. | «Моё поколение»         | Кинчев      | Кинчев                    | 4:00         |
| 12. | «Бойся, проси и верь»   | Кинчев      | Кинчев                    | 3:20         |
| 13. | «Ко мне»                | Кинчев      | Павел Кондратенко, Кинчев | 4:46         |
| 14. | «Стерх»                 | Кинчев      | Кинчев                    | 5:44         |
| 15. | «Звезда по имени "Рок"» | Кинчев      | Кинчев                    | 4:14         |
| 16. | «Rock-n-roll крест»     | Кинчев      | Кинчев                    | 4:47         |
| 17. | «Красное на чёрном»     | Кинчев      | Кинчев                    | 4:29         |
| 18. | «Спокойная ночь»        | Виктор Цой  | Виктор Цой                | 6:08         |
| 19. | «Солнце - Иерусалим»    | Кинчев      | Кинчев                    | 9:32         |
| 20. | «Песня без слов»        | Виктор Цой  | Виктор Цой                | 5:07         |
| 21. | «Крещение»              | Кинчев      | Игорь Романов, Кинчев     | 5:35         |

## Участники записи
- Константин Кинчев (Панфилов) — вокал
- Петр Самойлов — бас гитара, бэк вокал, вокал
- Игорь Романов — электрогитара
- Евгений Лёвин — электрогитара
- Андрей Вдовинченко — ударные
- Дмитрий (Ослик) Парфёнов — клавиши